# Naugatuck (Connecticut)
Naugatuck – miasto w Stanach Zjednoczonych, w stanie Connecticut, w hrabstwie New Haven.